# Рябинин, Сергей Иванович
Серге́й Ива́нович (Янович) Ряби́нин, Сергиуш Рябинин (пол. Sergiusz Riabinin; 25 декабря 1918, Мариуполь — 20 июня 1997, Люблин) — польский биолог, фенолог.

## Краткая биография
Уроженец Мариуполя, сын историка и архивиста Ивана Сергеевича (Яна) Рябинина и его жены Таисии Рябининой (Крапивиной).
Учился во Львовском университете им. Яна Казимира, затем в Университете Марии Склодовской-Кюри в Люблине (окончил последний в 1945 году, магистр философии, специализация — зоология и сравнительная анатомия).
В 1945—1950 годах — научный сотрудник Познанского университета (ныне Университет имени Адама Мицкевича в Познани). В 1949 году защитил докторскую диссертацию. С 1950 года — сотрудник Университета Марии Склодовской-Кюри. С 1955 года — сотрудник Польской академии наук (ПАН). Создатель и первый глава (1955—1960) Отдела охраны природы ПАН в Люблине. Хабилитированный доктор наук (1960).

## Научные труды
- Sergiusz Riabinin. Obserwacje nad fenologią owadów występujących na drzewach i krzewach w Wielkopolskim Parku Narodowym. — Poznań : Państwowe Wydawnictwo Naukowe, 1958. — 23, [2] s. — (Prace Monograficzne nad Przyrodą Wielkopolskiego Parku Narodowego pod Poznaniem, t. 3, z. 4).